# Воронец кистевидный
Воронец кистеви́дный (лат. Actaéa racemósa) — многолетнее травянистое растение; вид рода Воронец семейства Лютиковые. Из-за ревизии рода Воронец (Actaea), растение известно под синонимичными названиями клопого́н кистеви́дный или цимицифу́га ветви́стая (лат. Cimicifúga racemosa). В диком виде растёт во влажных лиственных лесах на востоке Северной Америки. Цветёт с июня по сентябрь.
Культивируется с начала XVIII века. Экстракты из корней и корневищ растения используют в биологически активных добавках и народной медицине как обезболивающее, успокоительное и противовоспалительное средство. В настоящее время наиболее известно применение при гинекологических недомоганиях: ПМС, менопаузе, менструальных и послеродовых болях, а также для лечения ряда женских заболеваний. Фармакологические свойства растения были известны коренным жителям Америки ещё до колонизации континента европейцами.

## Ботаническое описание

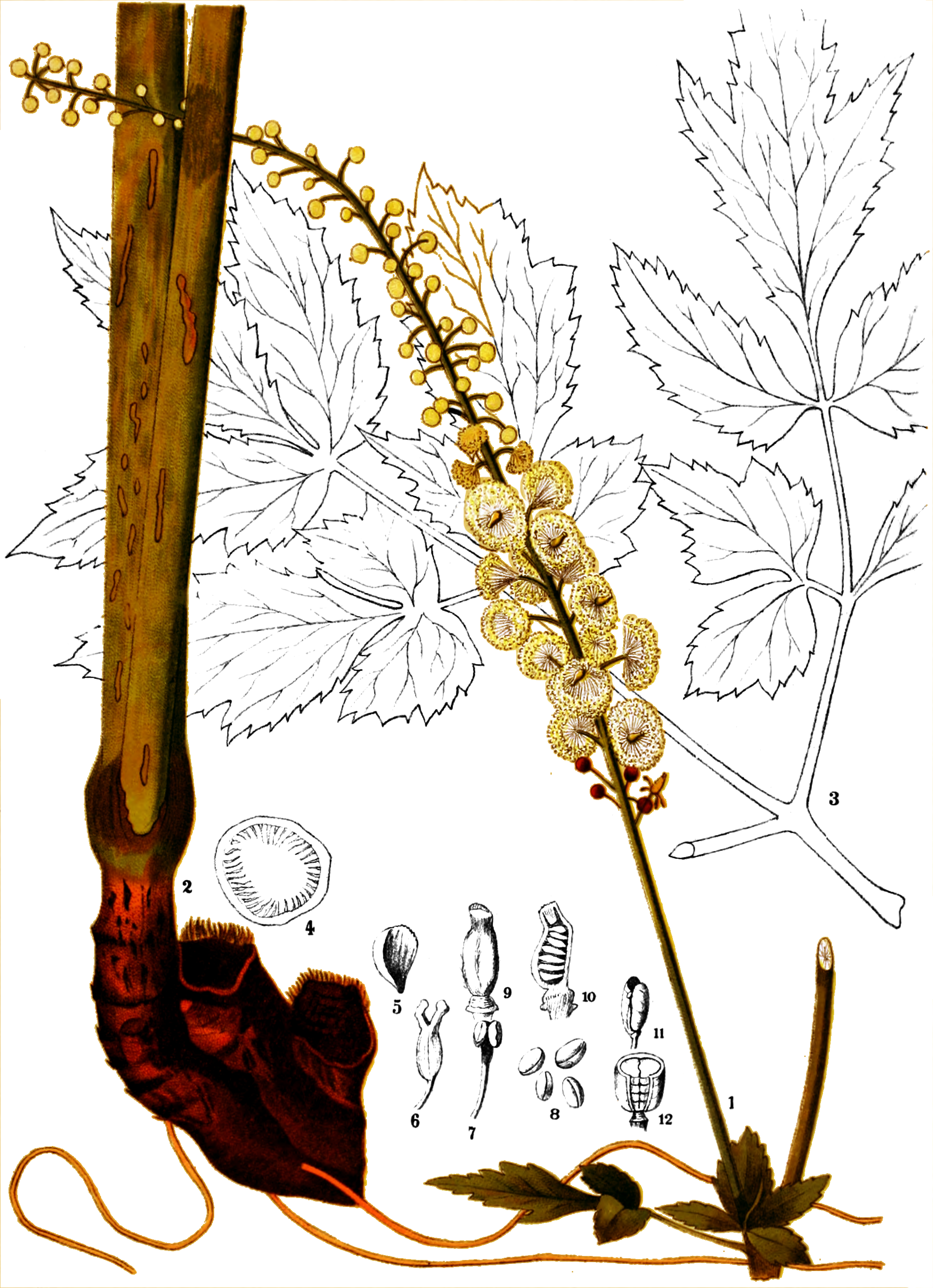
Ботаническая иллюстрация из книги Ч. Миллспо American Medical Plants, 1887

Многолетнее травянистое растение с прямым гладким стеблем и сложными листьями, растущими из мясистого корневища. Высота цветущего растения в среднем составляет около 1,5 м, в ряде случаев достигает 2,5 м. Стебель имеет прямоугольное сечение.
Базальные листья широкие и длинные, черешковые, дважды или трижды тройчаторассечённые, зелёного или тёмно-зелёного цвета с глянцевым блеском. Порядок расположения листьев очерёдный. Общее количество листочков на каждом растении может достигать семидесяти. Листовая пластинка гладкая, длиной до 12 см, имеет овальную форму и обычно два-три глубоких зубчатых выступа (лопасти). На терминальном листочке хорошо различаются три лопасти, в основании разделённые глубокими жилками. Большинство растений имеет только один сложный лист.

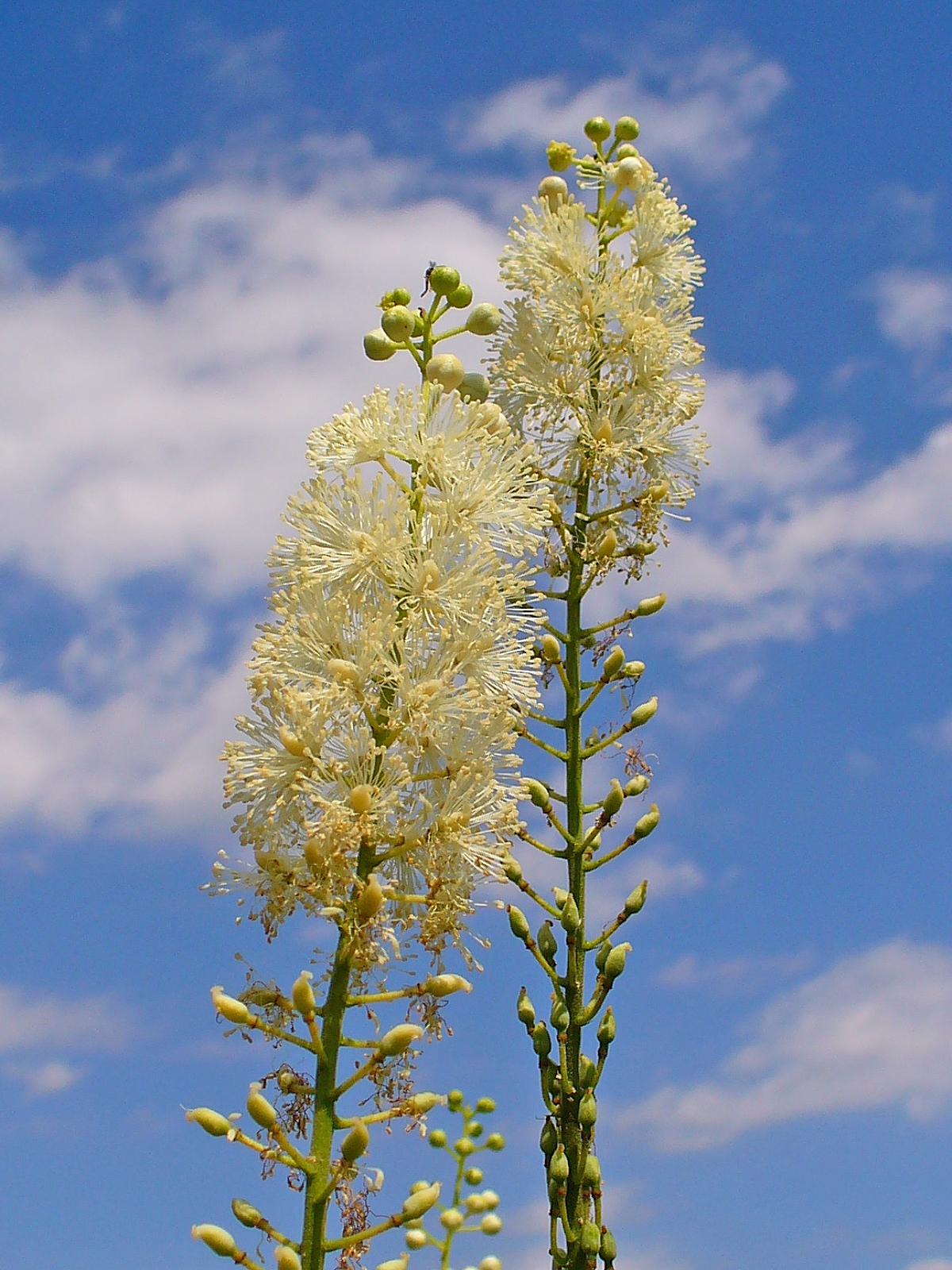
Соцветие

Цветёт с июня по сентябрь. Соцветие — змеевидная кисть длиной до 1 м, развивается на вершине стебля в конце весны или начале лета. Цветки белые, опушённые, обладают неприятным горьковато-сладким запахом, привлекающим мух и других насекомых-падальщиков. Четыре чашелистика похожи на лепестки и быстро опадают, обнажая многочисленные (до 110) кремового цвета тычинки. Лепестки продолговатые и очень короткие, около 3 мм в длину. Единственный пестик имеет широкое рыльце и одну завязь.
Плод — сухая листовка длиной 5—10 мм, в которой помещается от восьми до десяти семян в два ряда. Зимой плод сохраняется на побеге и при дуновении ветра издаёт характерный звук, похожий на шум гороховой погремушки (отсюда одно из английских названий растения — rattle weed, «гремучий сорняк»).

## Распространение
Аборигенный вид для восточной части Северной Америки от Онтарио и Массачусетса к югу до Алабамы и Джорджии, к западу до Миссури, Висконсина и Арканзаса. Произрастает во влажных лиственных лесах и на их опушках, по склонам оврагов, берегам ручьёв, в зарослях кустарников и сочных трав. Предпочитает влажные, богатые гумусным слоем почвы. Как правило, выбирает частично (в первой или второй половине дня) либо преимущественно затенённые участки леса. Распространённое, местами обычное растение.

## Систематика
Наиболее раннее описание растения было выполнено в 1705 году королевским профессором ботаники Леонардом Плукнетом (англ. Leonard Plukenet) в каталоге Amaltheum Botanicum (шестой, заключительной части его «Фитографии»). Этот учёный, по совместительству служивший садовником при дворе королевы Марии II, назвал растение «Christopheriana facie, Herba spicata, ex Provincia Floridana».
Основоположник биноминальной номенклатуры Карл Линней в работе «Species plantarum» (1753) классифицировал растение как Actaea racemosa, и, основываясь на сходном строении соцветия и семени, поставил его в один ряд с типовым видом рода воронцом колосистым. Американец Фредерик Пурш по-своему описал вид, в издании «Flora Americae Septentrionalis» (1814) назвав его Cimicifuga serpentaria (род Cimicifuga, в русскоязычных источниках клоповник, был выделен ещё Линнеем, однако автор не стал добавлять в него описываемый вид). Наконец, английский ботаник Томас Наттолл в работе «The Genera of North American Plants» (1818) объединил родовой эпитет Пурша и видовой эпитет Линнея, обозначив растение как Cimicifuga racemosa.

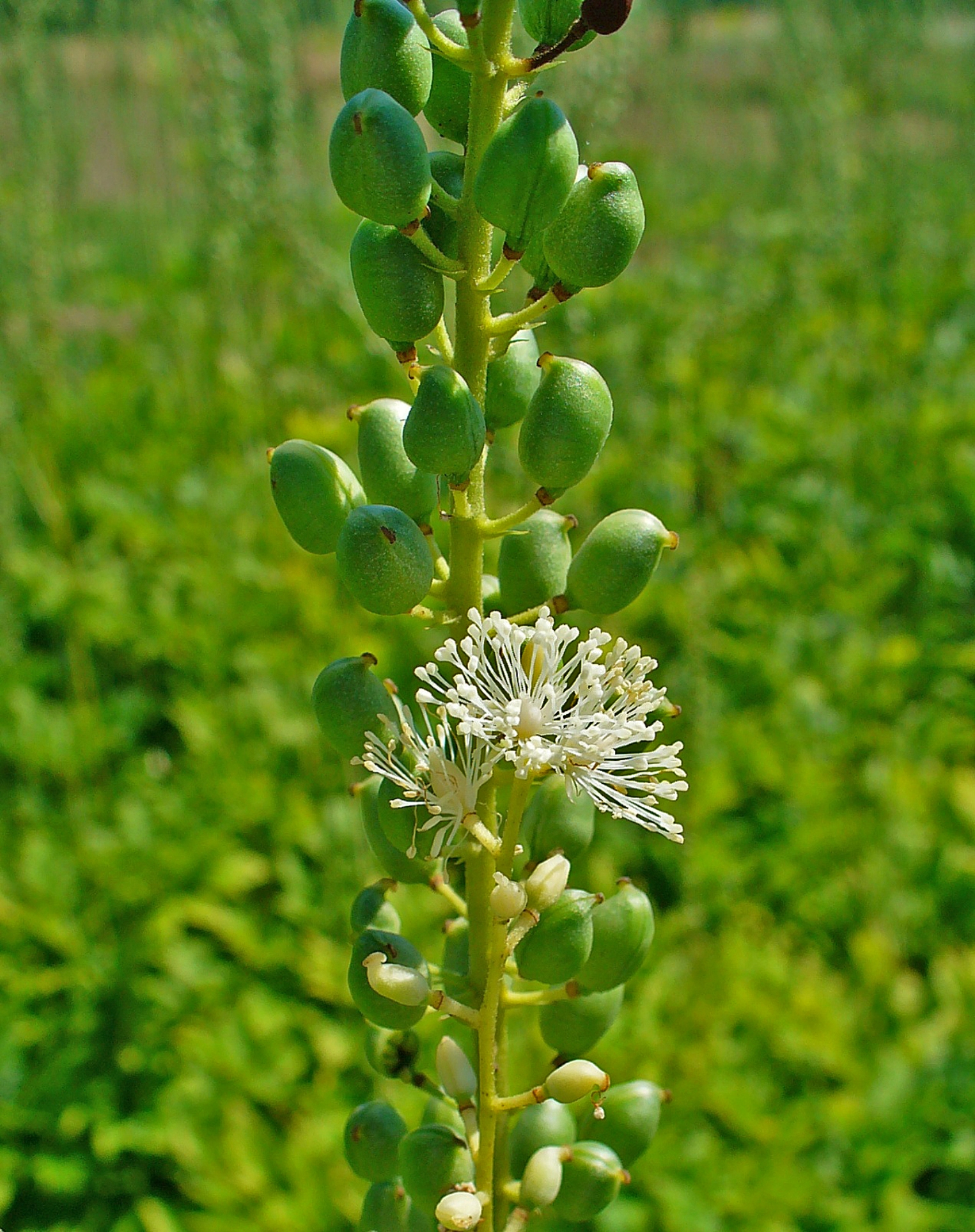
Плоды

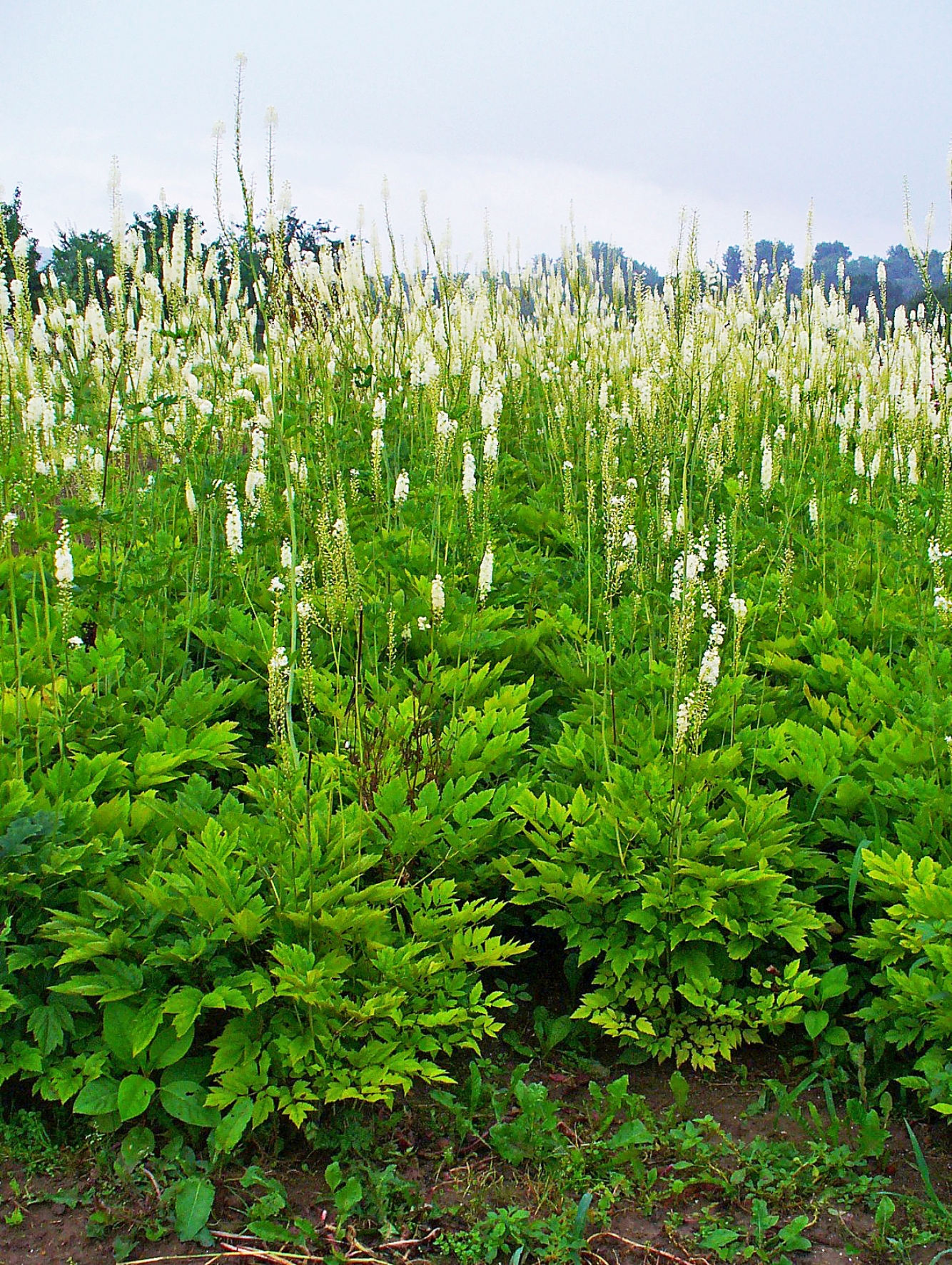
В саду

Устоявшееся название доминировало в ботанической литературе вплоть до конца XX века. В 1998 году специалисты из британского Университета Рединга провели ревизию семейства, основываясь на результатах собственных генетических исследований. Они объединили роды Actaea, Cimicifuga и Souliea, сохранив наиболее ранний эпитет Actaea. Таким образом, к воронцу кистевидному вернулось исконное научное название Actaea racemosa, присвоенное Линнеем.

### Синонимы
Согласно данным GBIF на июнь 2024 года в синонимику вида Actaea racemosa L. (1753). In: Sp. Pl. 504  входят следующие названия:
- = Actaea gyrostachya Wender.
- = Actaea monogyna Walter
- = Actaea orthostachya Wender.
- = Actaea ramosa
- ≡ Botrophis actaeoides Raf.
- ≡ Botrophis actaeoides Raf. ex Fisch. & C.A.Mey.
- = Botrophis pumila Raf.
- ≡ Botrophis serpentaria Raf.
- = Cimicifuga americana Muhl.
- ≡ Cimicifuga racemosa (L.) Nutt.
- ≡ Cimicifuga serpentaria Pursh
- = Cimicifuga serpentaria var. orthostachya Wender.
- = Macrotrys actaeoides Raf.
- ≡ Macrotrys racemosa (L.) Sweet
- = Megotrys serpentaria Raf.
- ≡ Thalictrodes racemosa (L.) Kuntze

## Растение и человек

### Использование в медицине и БАД
Учёные полагают, что фармакологические свойства растения ещё до появления европейцев были хорошо известны некоторым индейским племенам, в частности делаварам, ирокезам, чероки, виннебаго, возможно пенобскотам. Корневыми отварами и компрессами лечили самые разнообразные недуги: например, ревматизм, малярию, болезни горла и осложнения при родах. Письменные источники XIX века также утверждают, что индейцы пили травяные чаи и спиртовые настойки растения в качестве мочегонного, успокоительного или стимулирующего менструацию средства, прикладывали компрессы при змеиных укусах и болях в спине. Вместе с другими травами воронец кистевидный входил в состав тонизирующих напитков.
Во второй половине XVIII и начале XIX века растение привлекло внимание медицинских работников. С 1820 по 1926 год оно было включено в список Американской Фармакопеи — официальном сборнике лекарственных средств и изготовленных из них препаратов. Показаниями к применению указывались отёчность ног, ревматизм, различные невротические расстройства и болезни лёгких, а также широкий спектр гинекологических заболеваний: эндометрит, аменорея, дисменорея, меноррагия, бесплодие, сильные послеродовые боли и недостаток грудного молока. В двадцатом столетии растение широко применялось для лечения менопаузы. Особую популярность растение приобрело в фитотерапии (англ. eclectic medicine, популярное направление в американской медицине во второй половине XIX — первой половине XX века).
В настоящее время воронец кистевидный в основном используется в составе биологически активных добавок, рекомендованных для женщин, страдающих от предменструального синдрома, менопаузы и других женских проблем. В 2013 году немецкие врачи провели комплексный анализ клинических исследований различных добавок, результаты которых были опубликованы в журналах и доступны в медицинских базах данных. Все исследуемые препараты показали хорошую переносимость с минимальным количеством побочных эффектов, однако показатели эффективности оказались неоднозначными: часть экстрактов, не признанных лекарственными средствами и производимых американскими фирмами-производителями, продемонстрировала недостаточную эффективность.
Британские специалисты предупреждают, что длительное употребление экстрактов может привести к утолщению слизистой оболочки матки, что является фактором риска возникновения раковой опухоли. На рубеже XX и XXI веков ряд источников в ЕС, Австралии и Канаде выступили с заявлением о возможной связи продуктов, содержащих воронец кистевидный, с токсическим воздействием на печень. Экспертная комиссия по биологически активным добавкам США, изучив все имеющиеся отчёты, не обнаружила какой-либо причинно-следственной связи между применением экстрактов травы и патологией.

### Использование в декоративном садоводстве
Растение нередко высаживают в декоративных целях в цветниках на открытом грунте. Оно привлекательно пышными соцветиями на высоких цветоносах и крупными фигурными листьями, но при этом во время цветения издаёт горьковато-сладкий запах, который может показаться неприятным. По этой причине садоводы рекомендуют высаживать его на заднем плане в стороне от дорожек и окон, но большими посадками для создания масштабного фона. Растение хорошо смотрится вдоль ручьёв и прудов, теневыносливо, переносит присутствие других лесных трав. Предпочитает богатые гумусом, слабо кислые и хорошо дренированные почвы. При высаживании в тени способно переносить непродолжительную летнюю засуху. Растение — лауреат премии Award of Garden Merit 1993 года, ежегодно присуждаемой садовым растениям Королевским садоводческим обществом.